# 27110 Annemaryvonne
27110 Annemaryvonne este un asteroid din centura principală de asteroizi.

## Descriere
27110 Annemaryvonne este un asteroid din centura principală de asteroizi. A fost descoperit pe 11 noiembrie 1998 la Caussols în cadrul programului ODAS. Asteroidul prezintă o orbită caracterizată de o semiaxă mare de 2,29 ua, o excentricitate de 0,15 și o înclinație de 2,0° în raport cu ecliptica.